# Siège de Sébastopol (1854-1855)
Pour les articles homonymes, voir siège de Sébastopol.
Guerre de Crimée
Batailles
- Isaccea (10-1853)
- Oltenița (11-1853)
- Pitsounda (11-1853)
- Sinope (11-1853)
- Cetate (12-1853)
- Silistra (04-1854)
- Kurekdere (08-1854)
- Bomarsund (08-1854)
- Petropavlovsk (08-1854)
- Alma (09-1854)
- Sébastopol (10-1854)
- Balaklava (10-1854)
- Inkerman (11-1854)
- Eupatoria (02-1855)
- Taganrog (05-1855)
- Kars (07-1855)
- Tchernaïa (08-1855)
- Malakoff (09-1855)
- Kanghil (09-1855)
- Kinbourn (10-1855)

Le siège de Sébastopol est l'épisode principal de la guerre de Crimée. Pénible et meurtrier, il dura onze mois, du 9 octobre 1854 au 11 septembre 1855. Le choléra, le scorbut et d’autres maladies firent de nombreux morts. Dans ses Récits de Sébastopol, Léon Tolstoï détailla le siège avec un style mêlant le reportage et la fiction.

## Préparatifs
En septembre 1854, les troupes alliées (britanniques, françaises et sardes) atteignirent la Crimée et commencèrent le siège de Sébastopol, port d'attache de la Marine impériale russe sur la mer Noire dont la flotte menaçait la Méditerranée, mais avant que la ville ne fût encerclée, l'armée impériale russe parvint à s'en échapper.
Au début du mois d'octobre, les troupes du génie françaises et britanniques utilisèrent deux bases : les Français principalement le port fortifié de la baie de Kamiech et les Britanniques la base de Balaklava où ils font construire une ligne de chemin de fer. Ensuite, la construction d'une ligne de siège commença autour des hauteurs de Cherson au sud de Sébastopol. Les troupes creusèrent des abris, des tranchées et installèrent leurs canons.

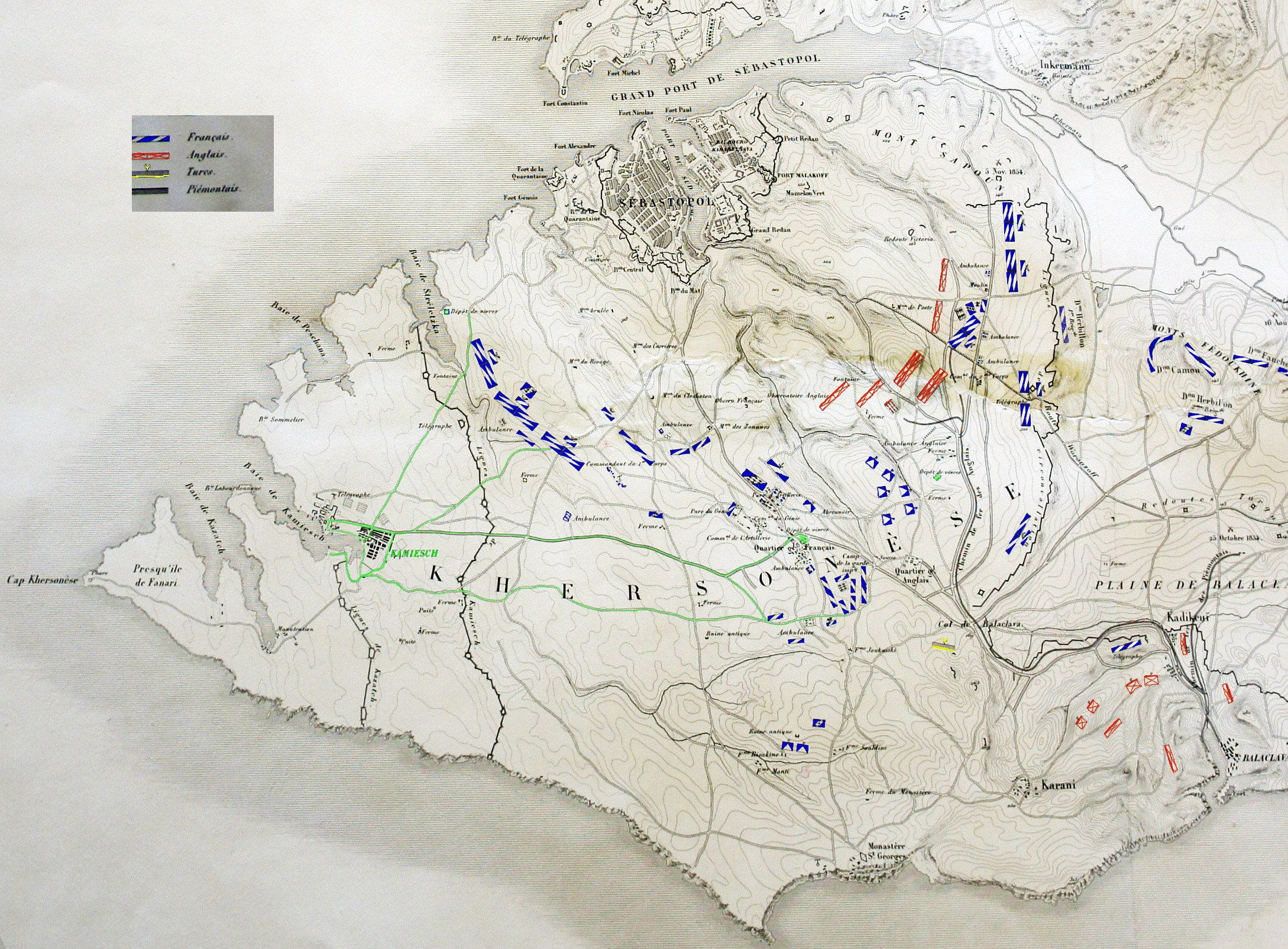
Baie et ville de Kamiech ; en vert sur le plan du génie français publié par Niel à gauche et le port de Balaklava à droite.

L'armée russe et son commandant le prince Alexandre Menchikov partis, la défense de Sébastopol avait été confiée aux vice-amiraux Vladimir Alexeïevitch Kornilov et Pavel Nakhimov, assistés par l'ingénieur en chef de Menchikov, le lieutenant-colonel Édouard Totleben. Les forces militaires disponibles pour défendre la ville étaient de 4 500 miliciens, 2 700 artilleurs, 4 400 marins, 18 500 hommes d'équipage et 5 000 ouvriers, soit un total d'environ 35 000 hommes.
Pour protéger le port, les Russes commencèrent par saborder leurs navires dont ils utilisèrent les canons comme artillerie et les équipages comme soldats. Ces navires coulés volontairement, en 1855 comprenaient le Grand-Duc Constantin (ru), le Ville de Paris (de chacun 120 canons), le Brave (ru), l’Impératrice Maria (ru), le Tchesmé (ru), le Iagoudiil (ru) (84 canons), le Kovarna (ru) (60 canons), le Koulevtchi (ru) (54 canons), la frégate à vapeur Vladimir, les bateaux à vapeur Gromonossets, Bessarabia, Danube, Odessa, Elbrose et Krym.
À la mi-octobre 1854, les Alliés avaient 120 canons prêts à tirer sur Sébastopol ; les Russes en avaient environ trois fois plus pour riposter et se défendre des attaques de l'infanterie.

## Le siège

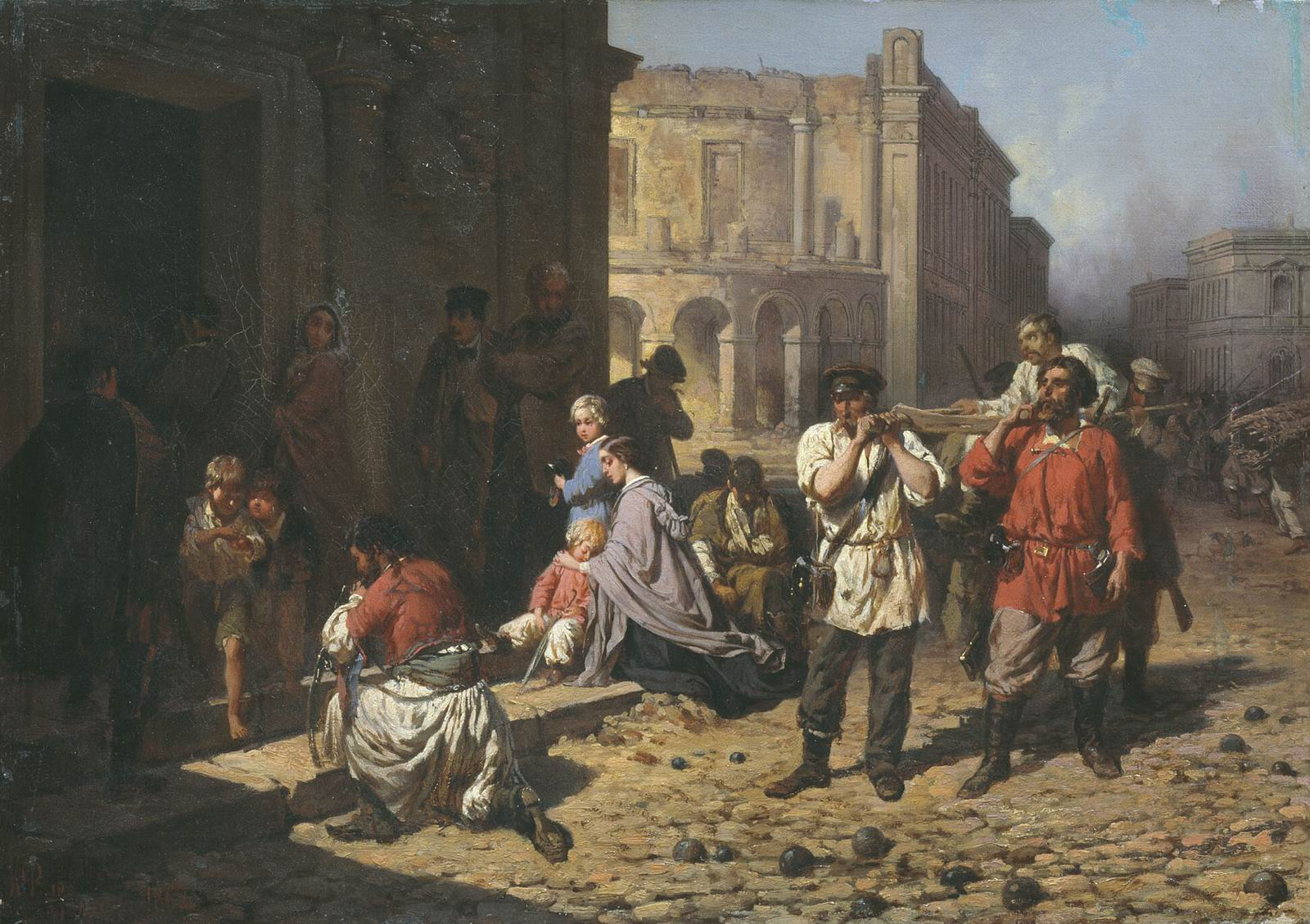
Dans la ville assiégée. Toile de (1830-1878).

La bataille débute le 17 octobre 1854. L'artillerie russe détruit un dépôt de munitions des Français, réduisant les canons de ceux-ci au silence. Les tirs britanniques sur le dépôt russe dans la redoute de Malakoff tuent l'amiral Kornilov, privent les canons russes de munitions et ouvrent une brèche dans les défenses de la ville. Cependant, Français et Britanniques ne lancent pas leur infanterie à l'assaut de la ville et une issue rapide fut probablement manquée.
Au même moment, les navires alliés pilonnent les défenses russes, avec des résultats décevants, les navires se voyant infliger plus de dégâts qu'ils n'en causent aux Russes. Les bombardements continuent les jours suivants mais les Russes parviennent à réparer les dégâts causés en travaillant la nuit. La même situation va se répéter tout au long du siège.
D'octobre à novembre 1854, les batailles de Balaklava et d'Inkerman ont lieu de l'autre côté de la ligne de siège. Après Inkerman, les Russes comprennent que le siège de Sébastapol ne sera pas levé grâce à une bataille traditionnelle. Ils transfèrent donc leurs troupes petit à petit dans la ville pour aider les défenseurs. Vers la fin novembre, le temps se dégrade et l'hiver dévaste les campements alliés et leurs réserves de nourriture. Les hommes et les chevaux tombent malades et souffrent de la faim dans ces conditions difficiles.
Alors que Totleben fait étendre les fortifications autour du Grand Redan, l'ingénieur en chef britannique John Burgoyne cherche une solution pour prendre Malakoff, action qu'il juge indispensable pour s'emparer ensuite de Sébastopol. Des travaux sont entrepris pour rapprocher les Alliés de Malakoff. En réponse, Totleben fait creuser des fossés d'où les Russes peuvent tirer sur leurs assiégeants. Ces fossés deviennent alors l'objectif premier des Alliés.
Une fois l'hiver passé, les Alliés peuvent rétablir leurs routes d'approvisionnement. Une voie ferrée est utilisée pour amener des vivres de Balaklava jusqu'au front, livrant plus de 500 canons et des munitions. À partir du 8 avril 1855 (le dimanche de Pâques selon le calendrier grégorien), les Alliés reprennent le bombardement des défenses russes. Le 11 avril, le général Michel Bizot, qui commandait le Génie, est touché par une balle russe et meurt quelques jours plus tard (le 15 avril). Le 30 juin, l'amiral Nakhimov meurt d'une blessure à la tête infligée par un tireur d'élite allié. Le 8 septembre, les Français parviennent à s'emparer de la position fortifiée de Malakoff grâce à un assaut parfaitement coordonné. La forteresse devient alors intenable et les Russes l'évacuent après avoir détruit ses fortifications. Trois jours plus tard, la ville de Sébastopol finit par se rendre.
Bien que Sébastopol se soit défendue héroïquement et que son attaque ait coûté la vie à de nombreux Alliés, sa chute marque le début de la défaite russe lors de la guerre de Crimée.

## Batailles pendant le siège
- Bataille de Malakoff
- Redan
- Bataille de la Tchernaïa (ou bataille de Traktir).

## Batailles visant à briser le siège
- Bataille d'Inkerman
- Bataille de Balaklava

## Décoration
- « Sébastopol 1854-55 » est inscrit sur le drapeau des régiments cités lors de cette bataille.

## Postérité

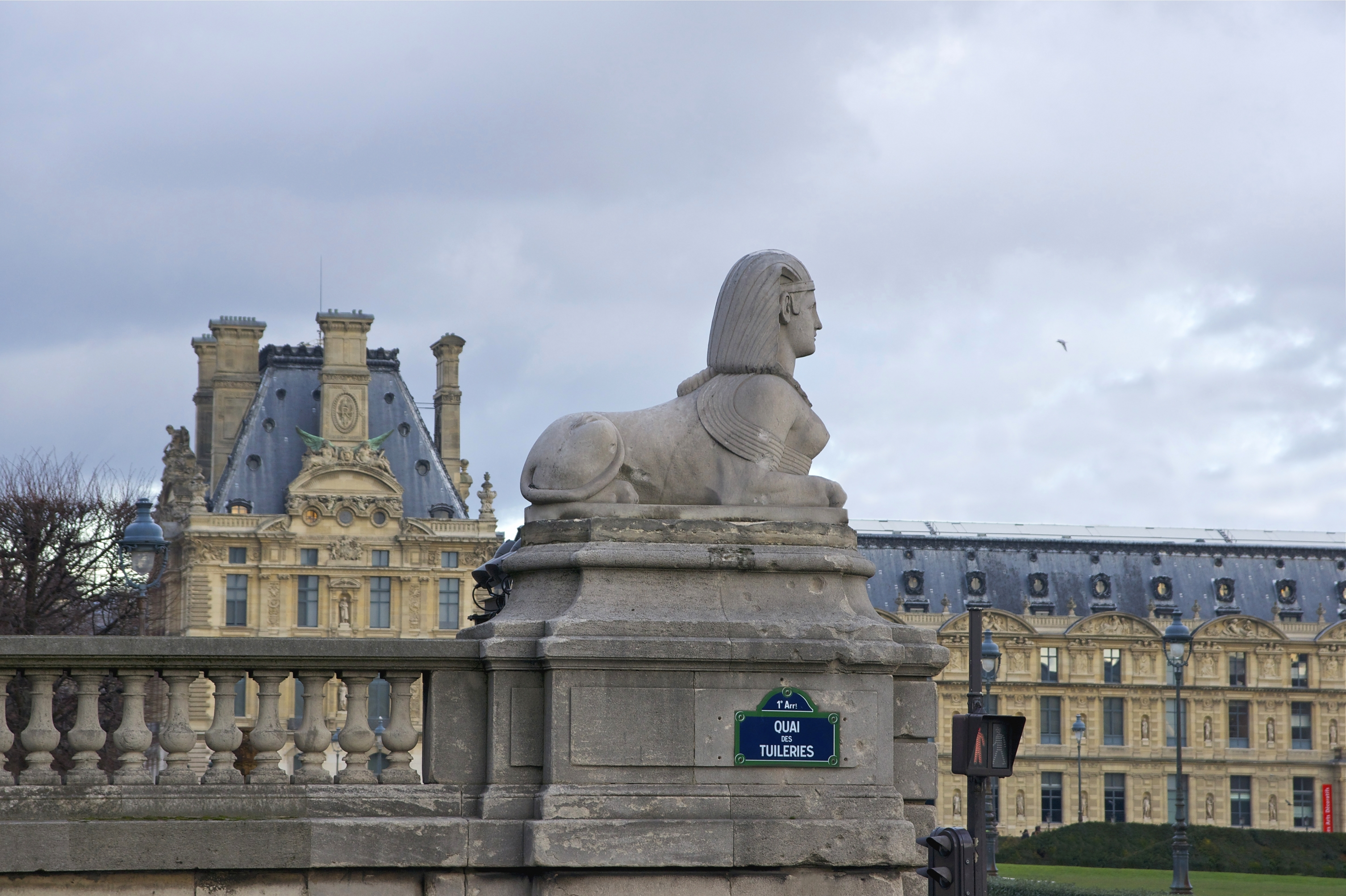
La sphinge de gauche à l'entrée du jardin des Tuileries, provenant du « butin de Sébastopol »

À Marseille, le boulevard de Sébastopol commémore le siège.
- À Paris, le boulevard de Sébastopol rappelle le souvenir de cette bataille.
- La cloche de l'église Notre-Dame-du-Travail de Paris est une prise de guerre provenant de Sébastopol[3].
- La statue de Notre-Dame de France qui surplombe la ville du Puy-en-Velay a été construite avec la fonte issue des canons russes de la prise de Sébastopol.
- Au jardin des Tuileries subsiste une partie du butin de guerre pris à Sébastopol dit « butin de Sébastopol », qui comportait deux statues de sphinges jumelles ainsi que des reliefs. Ces deux sphinges[4] ont d'abord été entreposées dans la salle assyrienne du Musée du Louvre, mais le conservateur Adrien de Longpérier, les considérant « très modernes et du plus mauvais style », demande leur renvoi aux Invalides ou à Vincennes ou dans quelqu'autre dépendance du ministère de la guerre[5]. Sorties du musée, elles sont donc exposées triomphalement en 1856 au jardin des Tuileries devant l'Orangerie avec l'ensemble du butin, puis sont rentrées à l'intérieur de l'Orangerie quand le tsar visita l'Exposition universelle de 1867. Elles sont enfin érigées sur les pilastres de la grille des Tuileries qui ouvre sur les jardins réservés, entre la terrasse et le pavillon de Flore. Lors de la création du souterrain Lemonnier en 1986, la sphinge de droite a été retirée, avant d'être réinstallée en 2021.

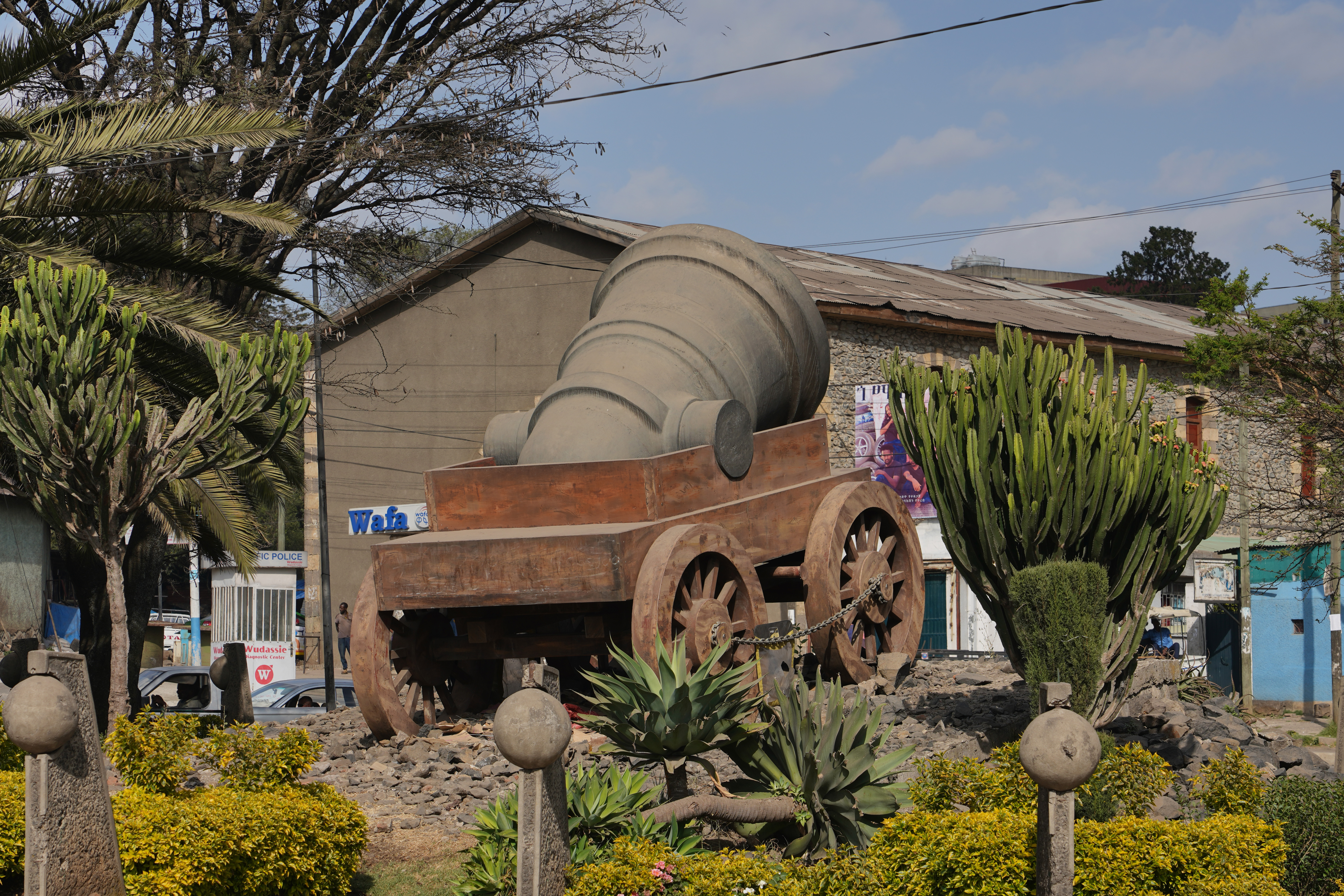
Mortier Sébastopol à Addis-Abeba en Éthiopie.

- Téwodros II, roi des rois d'Éthiopie, a nommé un des mortiers Sébastopol, en référence au siège de Sébastopol. Ce mortier est exposé sur la place Téwodros, avenue Churchill à Addis-Abeba, la capitale éthiopienne.
- La citation J'y suis, j'y reste est une citation prêtée au général français Mac Mahon[6] après la prise de la redoute de Malakoff lors du siège de Sébastopol.